# Sergio Biraghi
Sergio Biraghi (Milano, 6 novembre 1941) è un ammiraglio e agente segreto italiano.

## Carriera militare
È nato a Milano il 6 novembre 1941, dove ha frequentato l'Istituto "Gonzaga", per poi entrare nel 1961 all'Accademia Navale di Livorno, da cui è uscito nel 1965 come Ufficiale di Stato Maggiore.
Si è laureato con lode presso l'Università degli Studi di Pisa in "Scienze Marittime e Navali" e si è specializzato in Crittografia, in Telecomunicazioni, ed in Analisi ed Elaborazione dati.
Ha frequentato il 5º Corso Normale e Superiore di Stato Maggiore presso l'Istituto di Guerra Marittima di Livorno.
- Imbarcato su varie Unità della Marina Militare, ha ricoperto incarichi di Ufficiale di Rotta e Telecomunicazioni e di Capo Servizio Operazioni.
- Dopo aver frequentato la 100ª Sessione della Scuola di Comando Navale, ha assunto il Comando del Dragamine Pino e successivamente del Dragamine Agave.
- Nel 1974, promosso Capitano di Corvetta, è stato destinato allo Stato Maggiore della Marina, Secondo Reparto Informazioni e Operazioni di Sicurezza con incarichi diversi connessi all'Intelligence ed alla Elaborazione dei dati.
- Dal 1981 al 1982 è stato Comandante in seconda del C.T. Audace e dal 1982 al 1983 ha comandato la Fregata missilistica antisom Maestrale.
- Nel 1983 torna allo Stato Maggiore quale Capo Ufficio D/E sempre al Secondo Reparto.
- Nel marzo 1987 è stato nominato Comandante della portaerei leggera Garibaldi.
- Nel 1988 ha ricoperto l'incarico di Capo di Stato Maggiore della I Divisione navale con sede a La Spezia.
- Dal 31 agosto 1989 al 12 dicembre 1994 ha ricoperto presso lo Stato Maggiore della Marina Militare l'incarico di Capo del Secondo Reparto della Marina (SIOS).
- Il 31 dicembre 1991 è stato promosso Ammiraglio di Divisione.
- Dal 19 dicembre 1994 al 20 ottobre 1996 ha comandato la I Divisione navale con sede a La Spezia.
- Dal 26 novembre 1996 al 15 febbraio 1999 ha ricoperto presso lo Stato Maggiore della Difesa l'incarico di Capo Ufficio Generale del Capo di Stato Maggiore della Difesa (Guido Venturoni).
- Nel 1998, su disposizione del Ministro della Difesa Beniamino Andreatta, crea ed assume il Comando del II Reparto Informazioni e Sicurezza della Difesa (R.I.S.), sciogliendo i tre S.I.O.S. di forza armata.
- Il 1º luglio 1998 è stato promosso Ammiraglio di Squadra.
- Il 22 maggio 1999 viene nominato dal Presidente della Repubblica Carlo Azeglio Ciampi, Consigliere Militare del Presidente.
- Il 9 febbraio 2004 lascia il Quirinale perché nominato Capo di Stato Maggiore della Marina Militare italiana, dove studia e fa approvare il programma di ammodernamento della Flotta della Marina Militare, avviando la costruzione di due nuovi sottomarini e delle 10 Fregate Europee Multi Missione (FREMM).
- Il 9 febbraio 2006 lascia l'incarico e la Marina Militare per raggiunti limiti di età.
- Dal 2007 al 2018 collabora con la Fincantieri nell'avviare negli USA la Fincantieri Marine Group e nella acquisizione della commessa per la costruzione, sempre nei cantieri USA; della serie di Littoral Combat Ship per la USA Navy.
- Dal 2008 al 2012 ha anche collaborato come Consulente Esterno con la Presidenza del Consiglio dei Ministri.
- Avendo maturato oltre 20 anni di esperienza presso i Servizi Informativi Nazionali e di collaborazione con i principali Servizi Informativi Internazionali, viene chiamato come docente in numerosi Master di Secondo Livello nel settore dell'Intelligence, in particolare presso la Facoltà di Ingegneria della Sapienza di Roma, quella di Economia e Commercio di Tor Vergata e presso la Link Campus di Roma.